# Stazione di Citerna Taro
Stazione di Citerna Taro vasútállomás Olaszországban, Citerna településen.

## Vasútvonalak
Az állomást az alábbi vasútvonalak érintik:
- Parma–La Spezia-vasútvonal

## Kapcsolódó állomások
A vasútállomáshoz az alábbi állomások vannak a legközelebb:
- Stazione di Fornovo
- Stazione di Selva del Bocchetto